# Nsodie

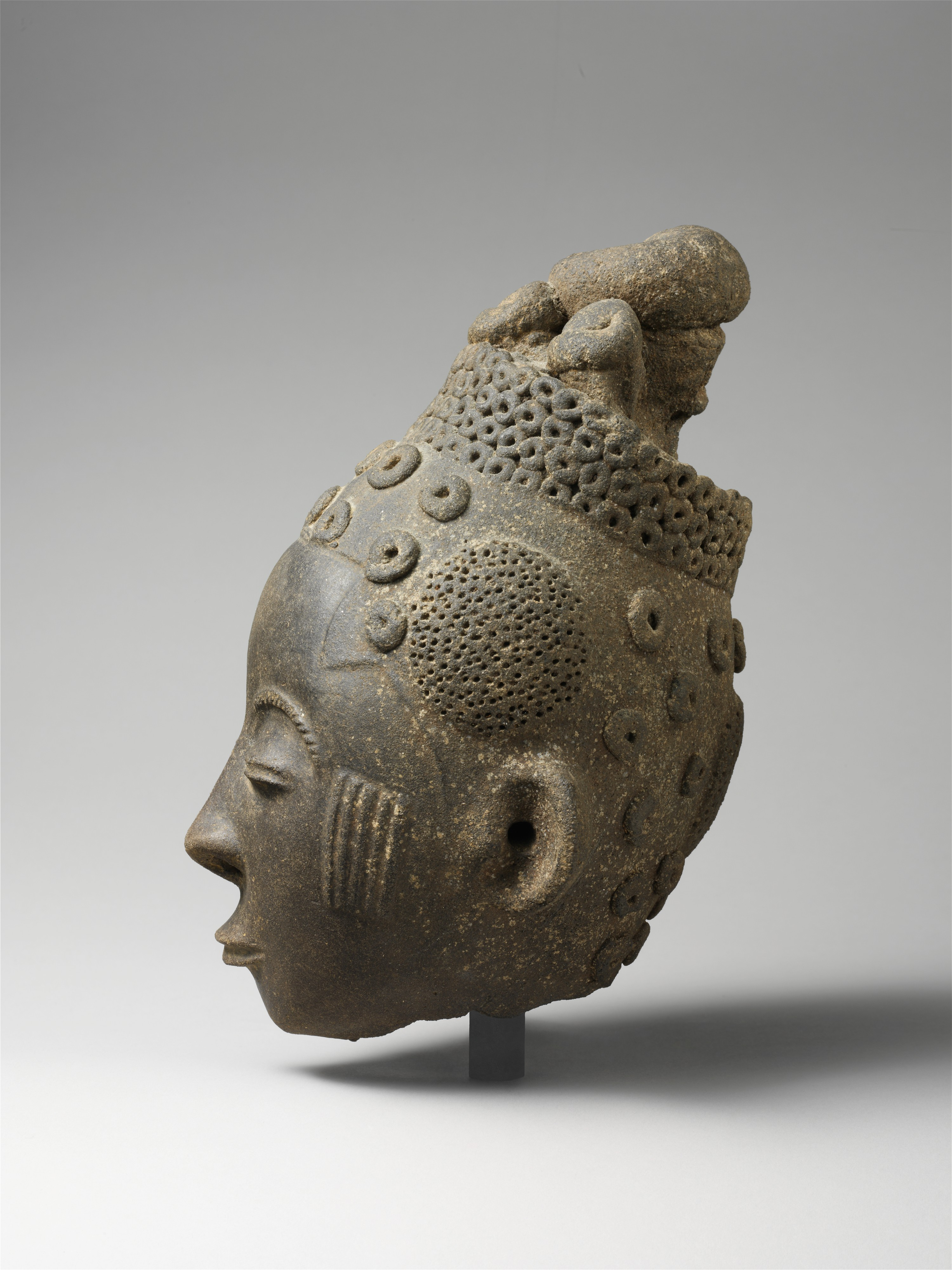
cette sculpture nsodie est exposée au Metropolitan Museum of Art.

La sculpture Nsodie est un type de sculpture de portrait en céramique datant du XVIIe au XVIIIe siècle. Art des peuples Akan, on pense que les auteurs sont des femmes artistes qui représentent des membres de la famille royale. Ils sont représentés dans la collection du Metropolitan Museum of Art, notamment.

## Histoire et création
La tête exposée du Metropolitan Museum of Art, sculptée entre le XVIIe et le milieu du XVIIIe siècle, est trouvée au Ghana, région traditionnelle Twifo-Heman des peuples Akan. Ces têtes sont commandées par les peuples Akan pour commémorer les personnages royaux avant leur mort, sans doute à des femmes âgées sculptrices. Ces têtes étaient placées dans des bosquets commémoratifs appelés asensie, ou « lieu des pots », où des prières, des libations et des offrandes pouvaient être offertes,.

## Description et interprétation
L'œuvre représente une tête humaine et est en terre cuite. Elles peuvent être allégoriques et représenter la sagesse, l'expérience de la vie et le savoir, ou au contraire représenter des personnages précis, qu'ils soient prêtres, chefs ou nobles. On pense que les têtes stylisent les traits particuliers d'un personnage et ne sont pas une représentation réaliste.
La taille d'une tête se situe entre 7,75 cm et 28 cm. Les têtes partagent des traits communs, comme des marques de scarification, des éléments (yeux, nez, bouches) sculptés en relief, une expression dégageant du calme et de la sérénité. En revanche, on trouve des variations telles que la forme du front, la position des yeux, ou la présence de narines.

## Dans l'art contemporain
Les Nsodie inspirent à l'artiste Kwame Akoto-Bamfo une exposition de 1 300 bustes en béton, au Ghana, rendant hommage aux victimes de la traite. L'installation se nomme Nkyinkyim.